# 柏森駅
柏森駅（かしわもりえき）は、愛知県丹羽郡扶桑町柏森にある、名古屋鉄道犬山線の駅である。駅番号はIY11。
扶桑町の実質的な代表駅となっているほか、町内に駅が無い大口町への玄関口も担っており、駅のロータリーには大口町コミュニティバスも乗り入れる。

## 歴史
- 1912年（大正元年）8月6日 - 開業する。
- 1962年（昭和37年）5月1日 - 駅舎改築[3]。
- 1962年（昭和37年）度 - 貨物営業廃止[4]。
- 1963年（昭和38年）5月 - 名古屋ショッピ（後のパレマルシェ）柏森店開業[5]。
- 2004年（平成16年）2月15日 - 「SFパノラマカード」「ユリカ」の、当駅における取り扱いを開始する。
- 2005年（平成17年）
  - 1月29日 - ダイヤ改正により、当駅を終着とする列車が消滅する（始発列車は残存）。
  - 10月22日 - 構内踏切が自動化される。北口駅舎が仮駅舎に変更される。現在の線路の北側に存在した1線の使用をやめ、線路が3線から2線へ変更される。
- 2007年（平成19年）2月10日 - 新駅舎の供用を開始する（3月28日に完成式典を挙行）[6]。1線の使用を復活し、線路が2線から3線に変更される。
- 2008年（平成20年）12月27日 - ダイヤ改正に伴い、快速特急の停車駅となる[7]。
- 2011年（平成23年）2月11日 - 「manaca」の、当駅における取り扱いを開始する。
- 2012年（平成24年）2月29日 - トランパス（「SFパノラマカード」「ユリカ」を含む共通利用サービス）の取り扱いを終了する[8]。
- 2021年（令和3年）5月22日 - ダイヤ改正で、当駅特別停車のミュースカイが廃止。
- 2023年（令和5年）3月25日 - 特殊勤務駅となる[9]。
- 2024年（令和6年）3月16日 - ダイヤ改正により、当駅を終着とする列車が再度消滅（始発列車は現在も残存）。

## 駅構造
島式1面、単式1面の計2面3線ホームをもつ地上駅。特殊勤務駅となっており、窓口の営業時間は7:30～12:00と13:00～20:00の間である。
改札口は橋上階に1箇所あり、付近には自動券売機（継続manaca定期乗車券及び新規通勤manaca定期乗車券の購入も可能ではあるが、クレジットカードでの決済は7:00~22:00の間に限られる）及び自動精算機（ICカードのチャージ等も可能）を1台ずつ備えている。
駅舎は、扶桑町および大口町による「柏森駅周辺整備事業」の一環として地元自治体などの費用拠出により2005年（平成17年）8月から改良が進められ、2007年（平成19年）2月より南北自由通路とともにおおむね現在の姿で供用されている。この工事により、駅舎はそれまでの地平から現在の橋上駅舎になるとともに、名古屋方先端にあった構内踏切の廃止、1･2番ホームの拡幅、各ホームに待合室、エレベーター、LED式列車案内設置、上屋追加などの工事がなされている。

### のりば
| 番線 | 路線      | 方向 | 行先                 | 備考         |
| ---- | --------- | ---- | -------------------- | ------------ |
| 1    | IY 犬山線 | 上り | 地下鉄直通赤池方面   | 当駅始発     |
| 2    | IY 犬山線 | 下り | 犬山方面             |              |
| 3    | IY 犬山線 | 上り | 名鉄名古屋・金山方面 | 犬山方面から |

1番線ホームは犬山寄りに線路が繋がっていないため、この駅での緩急接続はできない。このホームは、以前は日中の100系の留置及び平日夕方以降に地下鉄鶴舞線からの直通列車の折り返し用として使用されていたが、2024年3月のダイヤ改正でこの駅を終着とする列車の設定がなくなったため、これ以降は夜間滞泊をする列車のみが使用する。当駅始発は平日6:30発の豊田市行きのみ残存する。

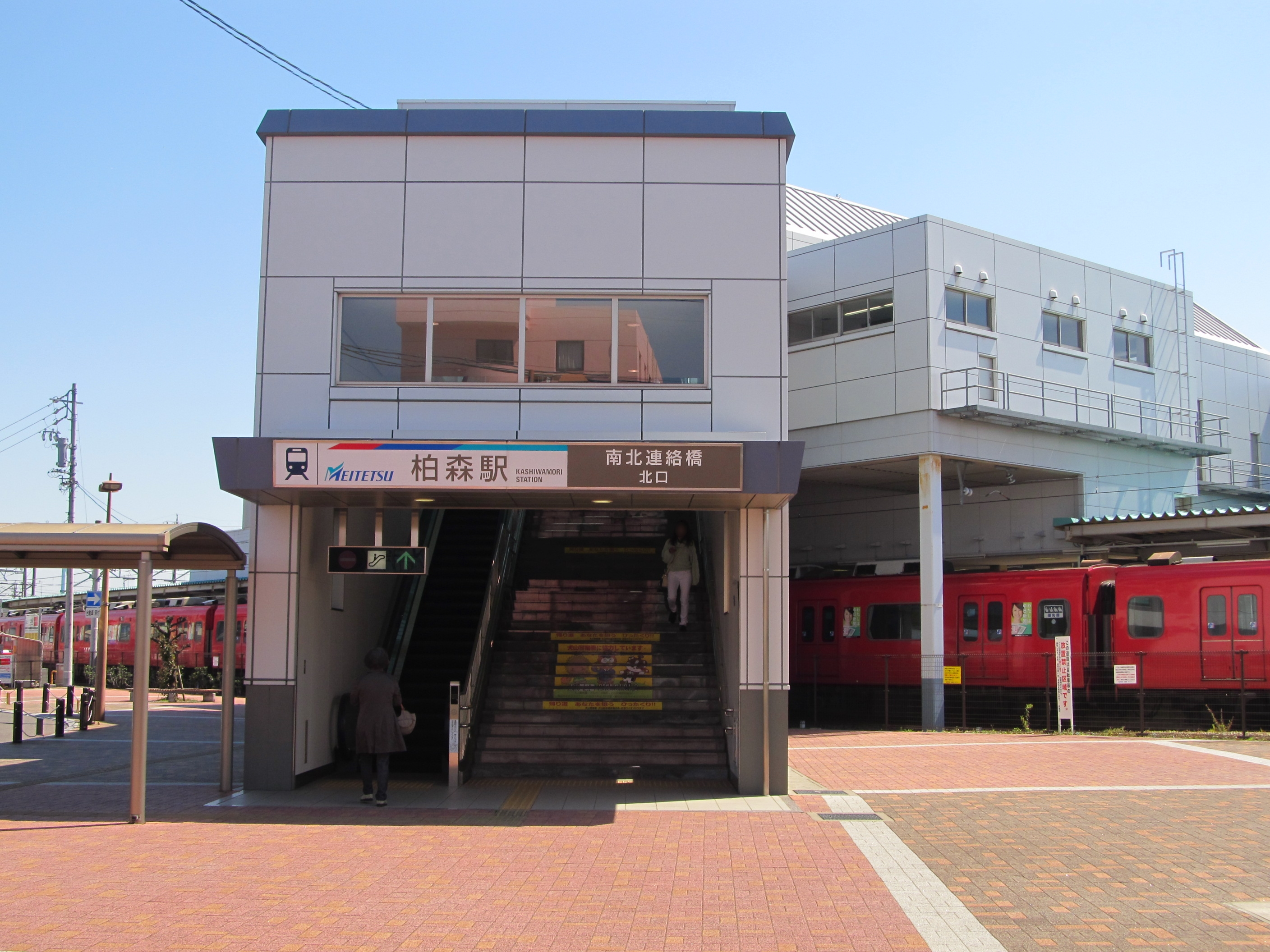
北口
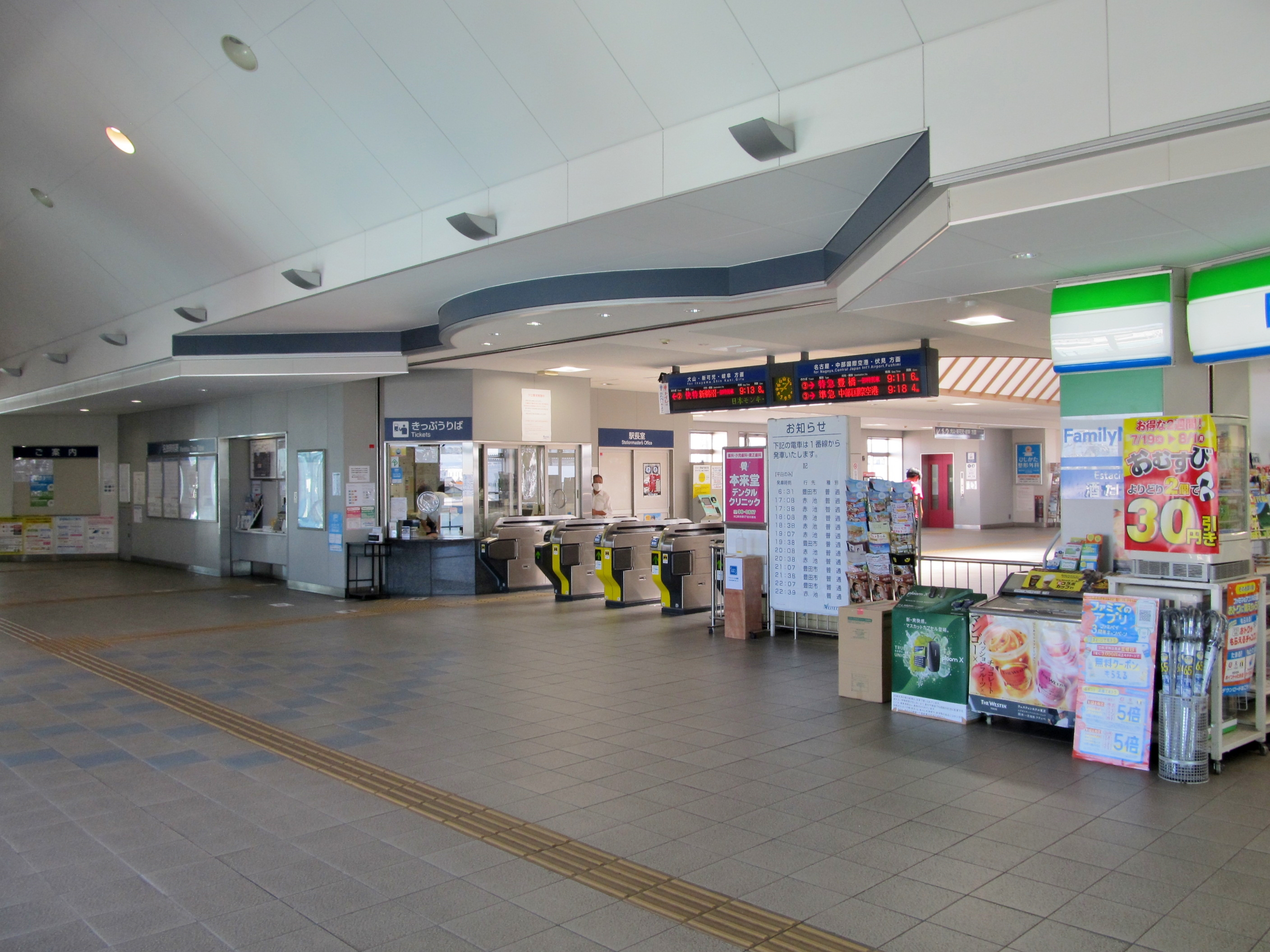
改札口
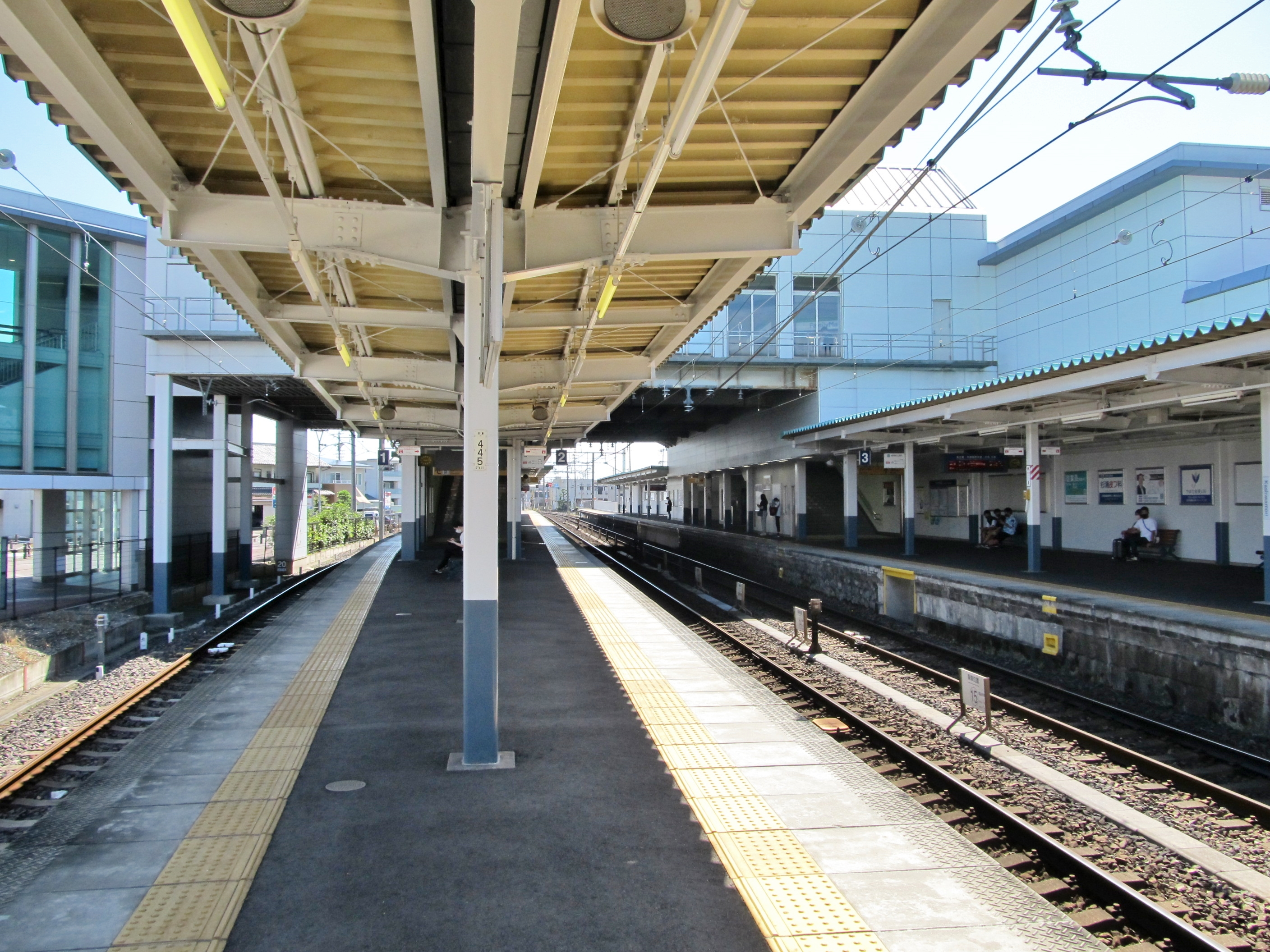
ホーム
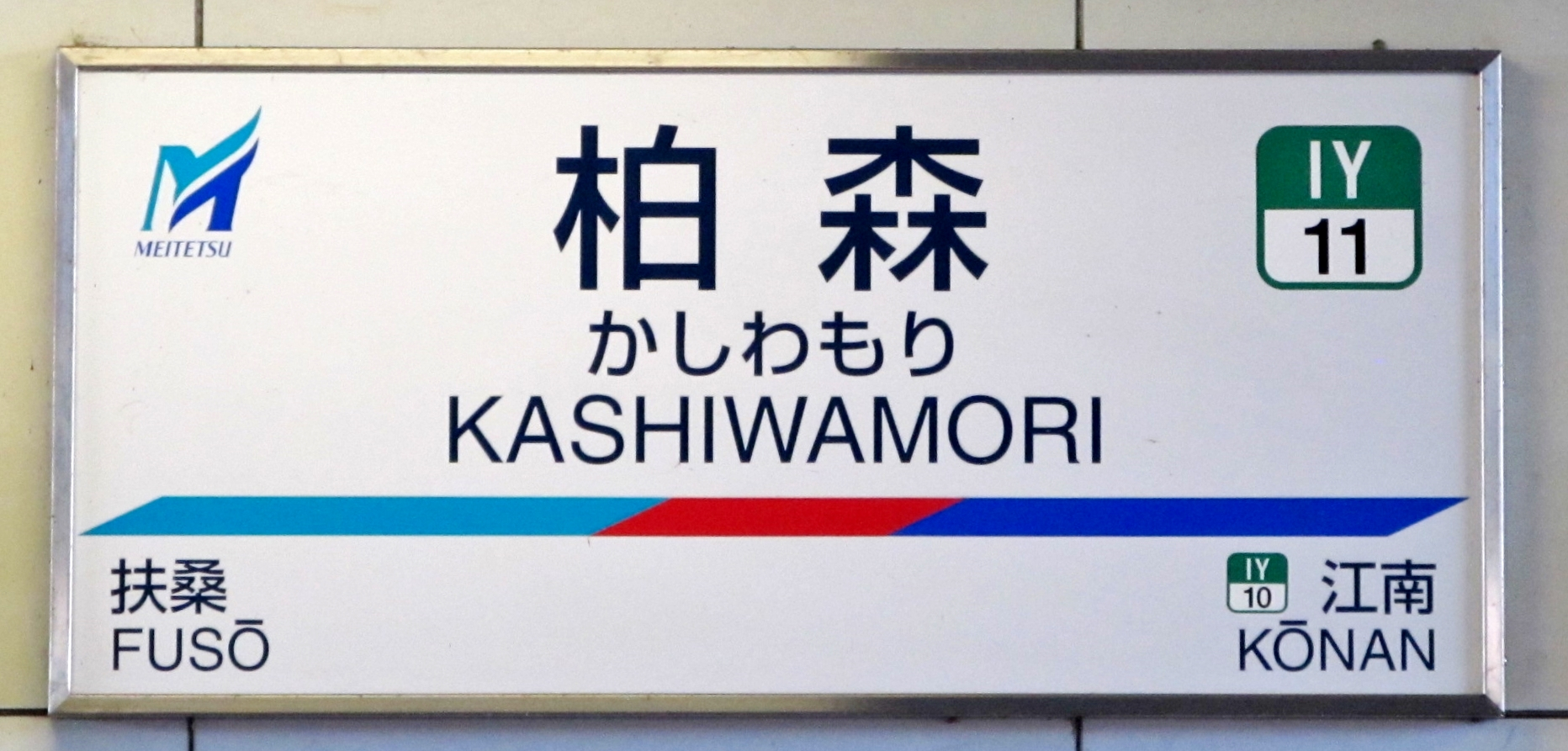
駅名標

### ストリートピアノ
2021年（令和3年）12月22日、改札を出た正面の窓際に誰でも自由に弾ける「駅＆まちピアノ」（アップライトピアノ）が設置された。常設で、午前九時から午後九時まで弾ける。名古屋経済大学が所有していたが、キャンパスのリニューアルで使わなくなり、連携協定を結ぶ扶桑町に寄贈した。ピアノの活用策を考える町と、「駅ピアノ」に使う一台を探していた柏森区の思いが一致し、区が譲り受けた。セレモニーでは近藤由貴がバッハ作曲の「主よ、人の望みの喜びよ」で弾き初めをした。

### 配線図
| ← 岩倉・ 名古屋方面 | 柏森駅 構内配線略図 | → 犬山・ 新鵜沼方面 |
| 凡例 出典:          |                     |                     |

## 利用状況
- 「移動等円滑化取組報告書」によると、2021年度の1日平均乗降人員は9,323人であった[1]。
- 『名鉄120年：近20年のあゆみ』によると2013年度当時の1日平均乗降人員は10,337人であり、この値は名鉄全駅（275駅）中36位、犬山線（17駅）中8位であった[14]。
- 『名古屋鉄道百年史』によると1992年度当時の1日平均乗降人員は10,789人であり、この値は岐阜市内線均一運賃区間内各駅（岐阜市内線・田神線・美濃町線徹明町駅 - 琴塚駅間）を除く名鉄全駅（342駅）中38位、 犬山線（17駅）中6位であった[15]。
- 愛知県統計年鑑によれば、1日平均の乗車人員（降車客含まず）は2007年度4,638人、2008年度4,645人である。
- 扶桑町の北部・西部・南部、大口町の北部、江南市の東部が主なエリアである。
- 扶桑町内の駅では最も利用客が多く、快速特急や特急も停車する。

## 駅周辺

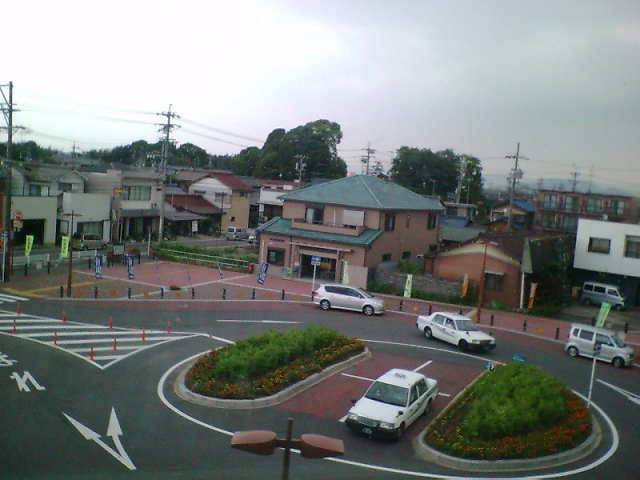
北口ロータリー

駅北側の通り沿いには柏森神社を中心として扶桑町柏森地区の街並みがある。なお駅北西側と西側が徒歩数分で扶桑町と江南市との境界となる。
駅南側は駅周辺に飲食店があり、扶桑町と大口町との境までは主に一戸建ての住宅が並ぶが、駅の3番ホームから見える南側の工場など、大口町内に入ると事業所が目立つ。タクシーが、北口・南口ともに待機している。

### 主な施設
- 柏森駅前郵便局
- 駐車場 - 民間駐車場あり。
- 駐輪場 - 駅周辺有料駐輪場あり。

### 路線バス（大口町コミュニティバス）
基幹ルート
- 山田外科内科・大口町役場・健康文化センター・さくら総合病院経由トヨタ東門行き

北部ルート
- ヤマザキマザック東・大口町役場経由健康文化センター行き
- 今井医院・バロー・小口城址公園・大口町役場経由健康文化センター行き

北部ルート（朝夕便）
- 産業団地西方面行き
- 大口町役場・オークマ前経由荻島集会所行き
- 小口城趾公園・丹羽広域事務組合・二ツ屋方面行き

## 隣の駅
名古屋鉄道
IY 犬山線
□ミュースカイ
通過
□快速特急・■特急
江南駅（IY10） - 柏森駅（IY11） - 犬山駅（IY15）
□快速急行・■急行・■準急・■普通
江南駅（IY10） - 柏森駅（IY11） - 扶桑駅（IY12）
- 江南駅との間に宮後駅があったが、廃止された。